# Batracomorphus indica
Batracomorphus indica är en insektsart som beskrevs av Lethierry 1892. Batracomorphus indica ingår i släktet Batracomorphus och familjen dvärgstritar. Inga underarter finns listade i Catalogue of Life.